# Magyar Iparjogvédelmi és Szerzői Jogi Egyesület
A Magyar Iparjogvédelmi és Szerzői Jogi Egyesület (rövidítve:MIE) egy magyarországi közhasznú civil szervezet. Jogi személy.
Az Egyesület közvetlen politikai tevékenységet nem folytat, szervezete pártoktól független és azoknak anyagi támogatást nem nyújt.

## Székhelye
1061 Budapest, VI. Dalszínház u. 10. I.emelet 3.

## Célja
Az Egyesület célja 
- a szellemi tulajdonvédelem tudományos és gyakorlati tanulmányozása, művelése,
- az iparjogvédelmi és szerzői kultúra ápolása és terjesztése,
- az iparjogvédelemmel és a szerzői joggal összefüggő ismeretek közhasznú elterjesztése,
- az alkotó tevékenység és az alkotások hasznosításának szakmai-társadalmi eszközökkel való elősegítése.

## Története
Az Egyesület története több mint százéves múltra tekinthet vissza.
Jogelődje, a Magyar Iparjogvédelmi Egyesület 1905-ben alakult meg és rövidesen, 1906. január 15-én saját lappal jelentkezett, az Iparjogi Szemlével.
A második világháború utáni szünet után 1962-ben ismét megalakult a Magyar Iparjogvédelmi Egyesület (MIE). Első elnökévé dr. Csűrös Zoltánt, főtitkárává dr. Dán Jenőt választották meg. 1969-től 1980-ig dr. Szilbereky Jenő, 1980-tól 1985-ig Horváth Gyula, 1985-től 1990-ig pedig Bihari István volt az elnök és 1968-tól 1980-ig Horváth Gyula, majd 1980-tól 1990-ig dr. Lontai Endre a főtitkár. 1990-től 1998-ig dr. Lontai Endre az elnök és Marosi György a főtitkár. 1998-ban dr. Kende Bélát választották elnökké, főtitkár Marosi György maradt.
A MIE közreműködik az iparjogvédelmi jogszabályok kialakításában, előadások, vitaülések és konferenciák szervezésével és lebonyolításával fórumot biztosít az iparjogvédelem területén felmerülő kérdések és jogviták elemzéséhez és eldöntéséhez. A MIE Közlemények kiadásával lehetőséget nyújt az iparjogvédelem területén működő szakemberek, így szabadalmi ügyvivők szakcikkeinek a publikálásához.
A MIE az AIPPI Magyar Csoportjával közösen 1970 óta háromévenként rendez nemzetközi konferenciát az iparjogvédelem időszerű kérdéseiről, általában 200-300 hazai és 150-200 külföldi szakember részvételével. A tizedik konferenciát 1997 szeptemberében tartották.

## Az Egyesület által alapított díj
1970-ben a MIE elnöksége a tartósan kiemelkedő tevékenységet kifejtő egyesületi tagok számára Iparjogvédelmi Emlékérmet alapított. Kitüntetettek:
- Bernauer Magdolna (1974)
- Horváth Gyula (1976)
- Somorjay Ottó (1980)
- ? (1982)
- Fers Antal és dr. Varga Edit (1985)
- Gazda István és Somlai Tibor (1987)
- Kecskés József (1990)
- Kopornoky Róbert és dr. Markó József (1994)
- Antal Zoltán, Friedmann Éva, Lantos Mihály, Marosi György, dr. Szarka Ernő és Tárcza László (1998).[5]